# Дом восковых фигур (фильм, 2005)
«Дом восковы́х фигу́р» (англ. House of Wax) — американско-австралийский фильм ужасов в жанре слэшер режиссёра Жауме Кольет-Серры, снятый в 2005 году. Фильм основан на рассказе «Работы из воска» Чарльза С. Белдена и является независимым ремейком одноимённого фильма 1953 года и фильма «Тайна музея восковых фигур» (1933).

## Сюжет
1974 год. Женщина варит воск и наливает его в форму для маски. Рядом сидит мальчик и ест хлопья. Появляется отец семейства, который приносит второго мальчика и говорит жене, чтобы она помогла усмирить его. Они сажают его на стул и привязывают к нему, но он вырывается со стула, и мать бьёт его по лицу за то, что он содрал ей кожу на руке.
2005 год (наши дни). Четыре парня (Ник, Уэйд, Далтон и Блэйк) и две девушки (Карли и Пейдж) едут на матч года по американскому футболу. В пути они делают остановку, чтобы переночевать. Когда они сидят у костра, приезжает грузовик и светит фарами прямо им в глаза. Ник бросает в грузовик бутылку и разбивает фару, тот уезжает. Карли, сестра Ника, слышит ночью, как вокруг палатки кто-то ходит, а наутро Далтон спрашивает у всех, где его камера. По лесу разносится ужасная вонь, и Карли и Пейдж идут посмотреть, где её источник. Следуя по запаху, Карли скатывается с обрыва в яму с трупами животных.
Приезжает другой грузовик. Его водитель и есть тот, кто свозит сюда трупы. Карли и её парень Уэйд решаются вместе с ним поехать в ближайший город Амброуз за ремнём для автомобиля, так как старый кто-то испортил. Водитель высадил Карли и Уэйда в Амброузе и уехал. Они заходят на заправку, но там никого нет. Они решают зайти в церковь, но там проходит похоронная служба, и к ним подходит владелец заправки Бо, недовольный тем, что они прервали церемонию. Решив немного прогуляться, пара заходит в стоящий на окраине дом восковых фигур. Рассмотрев необыкновенно реалистичные фигуры, они замечают, что и сам дом изготовлен из воска. Внезапно Карли замечает в окне лицо в маске. Им становится жутко, и парень с девушкой покидают здание.
Карли и Уэйд заходят на заправку, и туда же приходит Бо. Уэйд не находит ремня нужного размера, и Бо приглашает их к себе. Уэйд говорит, что ему нужно в туалет, и Бо проводит его в свой дом. Карли остаётся в грузовике и вдруг замечает: это тот самый грузовик, что приезжал ночью и светил им в глаза фарами. Уэйд, выйдя из туалета, рассматривает комнаты, и внезапно его режут ножницами по ноге. Спастись Уэйду не удаётся; его забирает в свою подземную мастерскую Винсент (человек в маске, брат Бо) и изготавливает из Уэйда восковую фигуру, сделав ему парализующую инъекцию и заживо облив воском. Карли тем временем закрывается в грузовике и пытается дозвониться до остальных. Бо видит, что она что-то заподозрила, и пытается вытащить её из машины. Девушке удаётся повернуть ключ зажигания и отъехать на несколько метров, после чего грузовик застревает из-за того, что Карли не справилась с управлением.
Карли выбирается из машины, убегает в город и забегает в церковь, надеясь найти помощь у прихожан, но замечает, что все находящиеся в помещении в церкви тоже восковые фигуры. Прибегает Бо и хватает её. Он привязывает девушку к стоматологическому креслу ремнями и скотчем и заклеивает рот клеем.
Тем временем после расставания у ямы с трупами животных остальные едут в другой город (непосредственно на матч), но, застряв в пробке, возвращаются обратно на то же место, где они все вместе ночевали. Пейдж остаётся с Блэйком, а Ник и Далтон едут в Амброуз, где они условились встретиться.
Там Ник встречается с Бо и расспрашивает о своих друзьях, пока Далтон отправляется в дом восковых фигур. Бо отвечает, что никого не видел. Карли внизу освобождается от пут и пытается привлечь внимание брата, но он её не слышит. Она просовывает в решётку указательный палец, чтобы Ник мог её увидеть, но это замечает Бо и, завязывая шнурок на ботинке, незаметно от Ника отрезает ей кусачками часть пальца. Девушке удаётся разлепить губы и закричать. Ник, обладая хорошей физической подготовкой, несколькими ударами валит Бо на землю, вбегает в здание заправки и закрывается, затем освобождает сестру. Далтон тем временем обнаруживает в доме восковую фигуру Уэйда. Он сдирает с него кожу, думая, что это воск. В это время его находит Винсент и отсекает ему голову двумя скрещёнными ножами. Ник и Карли не могут уехать без друзей и отправляются искать их, но вскоре понимают, что они убиты, и им нужно поскорее убираться отсюда. Винсент же находит в лесу Пейдж и Блэйка и убивает их вопреки указаниям Бо не выходить из дома. Тем временем Ник и Карли, прячась от Бо, оказываются в кинотеатре. Ранив его из арбалета, они убегают в его дом.
Позже домой вслед за Бо возвращается Винсент. На втором этаже дома Ник находит люк, через который он и Карли спускаются вниз. Брат с сестрой попадают сначала в мастерскую, где находят залитого воском Далтона, а затем в дом восковых фигур, где происходит финальная схватка между ними и братьями. Оказывается, что Винсент под восковой маской скрывал своё настоящее изуродованное лицо. Карли удаётся убить обоих братьев, забив Бо бейсбольной битой и пронзив Винсента ножом. Начинается пожар, и восковой дом разрушается, растаяв как свеча; Карли и Нику в последний момент удаётся выбраться наружу.
На следующий день приезжают полиция, пожарные и скорая помощь. Шериф выясняет, что есть ещё и третий брат Лестер, о котором никто не знает. Когда Карли и Ник уезжают на скорой, на выезде из города Карли видит водителя, возившего грузовик с трупами животных, который и был третьим братом. Он улыбается и машет ей рукой. Скорая уезжает из Амброуза.

## В ролях
| Актёр            | Роль                           |
| ---------------- | ------------------------------ |
| Элиша Катберт    | Карли Джонс                    |
| Чад Майкл Мюррей | Ник Джонс                      |
| Брайан Ван Холт  | Бо Синклэйр / Винсент Синклэйр |
| Пэрис Хилтон     | Пейдж Эдвардс                  |
| Джаред Падалеки  | Уэйд Фэлтон                    |
| Джон Абрахамс    | Далтон Чапмен                  |
| Роберт Ричард    | Блэйк Джонсон                  |
| Дэймон Херриман  | Лестер Синклэйр                |
| Энди Андерсон    | шериф                          |

## Критика
На сайте-агрегаторе Rotten Tomatoes фильм имеет рейтинг 27% на основе 160 отзывов критиков и среднюю оценку 4,3/10. Критический консенсус сайта гласит: «Имея мало общего с оригиналом 1933 года, «Дом восковых фигур» является шаблонным фильмом, но он лучше, чем средний подростковый слэшер».
На сайте Metacritic средневзвешенная оценка картины составляет 41 балл из 100, на основе 36 рецензий критиков, что означает «смешанные или средние отзывы».
Критик Роджер Эберт из Chicago Sun-Times присудил картине две звезды из четырёх.
Кинокритик Стивен Хантер из газеты The Washington Post дал фильму четыре звезды из пяти, назвав его «постыдным удовольствием», и написал, что картина даёт фанатам ужасов именно то, что они хотят.

## Награды и номинации
- Фильм завоевал премию «Teen Choice Awards» (2005) в номинации «Лучший фильм ужасов»[11]. Чад Майкл Мюррей получил премию как лучший актёр[11], а Пэрис Хилтон победила в номинации «Лучшая сцена крика»[11]. Элиша Катберт также номинировалась на эту премию, но не победила[12].
- Фильм был номинирован на премию «Золотая малина» (2005) в категориях «Худший фильм»[13], «Худший ремейк или сиквел»[13] и «Худшая актриса второго плана» (Пэрис Хилтон), но премию выиграла лишь Хилтон[14].